# مجموعة وجدة
مجموعة وجدة أو جماعة وجدة كانت مجموعة من الضباط العسكريين والسياسيين في الجزائر، خلال ثورة التحرير الجزائرية (1954-1962) وحتى سبعينيات القرن العشرين تقريبًا.

## المجموعة
تشكلت المجموعة على أساس الجالية الجزائرية المقيمة في المغرب منذ عام 1850، متألفة من البرجوازية الصغيرة (الطبقة الوسطى) أبرزهم حسب الصورة:
1. عبد العزيز بوتفليقة المدعو عبد القادر المالي
2. محمد إبراهيم بوخروبة المدعو هواري بومدين
3. علي كافي
4. عبد الحفيظ بوصوف المدعو سي مبروك
5. مصطفى بن عودة المدعو عمار
6. بودغين بن علي المدعو سي لطفي
7. محمد راوي المدعو سي توفيق
8. العقيد مستغانمي أحمد المدعو سي راشيد
9. السفير لعلا
10. محمد بوداود المدعو منصور.

بالإضافة إلى ملاك الأراضي، وموظفين في الإدارة المغربية وطلاب وكوادر سيروا عمليات جيش التحرير الوطني، متمركزين وراء الحدود المغربية مع بداية انتفاضة عام 1954. وكانت هذه الجماعة جد منظمة ومدججة بالسلاح.
في 15 سبتمبر 1956، أعلن الملك المغربي الراحل محمد الخامس عن مساندته للشعب الجزائري في كفاحه ضد الإحتلال الفرنسي حيث ألقى خطابا علنيا بمدينة وجدة الحدودية.

## تأسيس
تم تشكيل مجموعة وجدة حول العقيد هواري بومدين، وتم نشرها في مدينة وجدة المغربية. أصبح هواري بومدين فيما

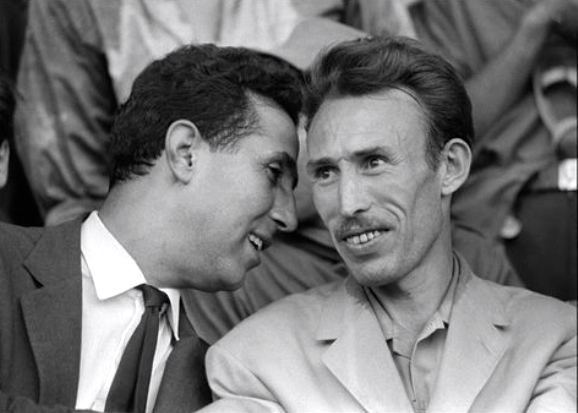
الرئيس أحمد بن بلة ووزير الدفاع هواري بومدين

بعد رئيس الأركان في جيش التحرير الوطني الجزائري (ALN)، الذي كان الجناح المسلح لجبهة التحرير الوطني الجزائرية (FLN)، والمنظمة القومية الرئيسية التي تحارب السيطرة الاستعمارية الفرنسية على الجزائر.
وباعتباره رئيسًا للأركان، دخل بومدين في صراع مع الحكومة التابعة لجبهة التحرير الوطني الجزائرية، والحكومة الجزائرية المؤقتة، التي حاولت عزله قبل نهاية الحرب. وفي ذلك الوقت أيد بومدين تحالف السياسيين من جبهة التحرير الوطني الجزائرية ضد الحكومة الجزائرية المؤقتة التي نشأت بعد الاستقلال، كما اتجه جيش التحرير الوطني الجزائري نحو الجزائر العاصمة للسيطرة عليها. أصبح أحمد بن بلة رئيسًا، وأصبح بومدين وزيرًا للدفاع. في هذا المنصب استمر بومدين في ممارسة نفوذه القوي على النظام، من خلال الجيش الوطني الشعبي الجزائري. ولتأمين قبضته على الجيش، بدأ في ترقية أصدقائه القدامى وزملائه في وجدة ودعمهم. أصبح هؤلاء الرجال والمحيطون بهم يعرفون باسم مجموعة وجدة، وشكلوا فصيلاً قويًا مؤيدًا لبومدين داخل الصفوف السياسية والعسكرية للدولة التي تعمل بنظام الحزب الواحد، ولكنهم بدورهم اعتمدوا عليه في مناصبهم.
في صائفة 1962، زحفت جماعة وجدة بدبابات جيش الحدود على العاصمة، واعترض محمد بوضياف على هذا الانقلاب المسلح على الحكومة المؤقتة.

### خلافات
بعد تصاعد التوتر بين الرجلين ومؤيديهم، قام بن بلة في عام 1965 بتحدي بومدين من خلال محاولة إقالة رفيقه المقرب، وزير الخارجية الجزائري عبد العزيز بوتفليقة، وإعلان أنه سيقوم قريبًا بإعادة توزيع المسؤوليات داخل الجيش. قام بومدين بالرد على ذلك من خلال القيام بانقلاب عسكري، الذي «اختفى» فيه بن بلة (بعد مرور عدة سنوات، تم إطلاق سراحه بعد عزله ووضعه تحت الإقامة الجبرية)، والسيطرة الفردية على البلاد عن طريق المجلس العسكري. أصبح رفاقه من وجدة الآن ركيزة نظام حكمه، ولكن كما أحكم بومدين قبضته على السلطة، فقد تم القضاء على معظم أعضاء المجموعة تدريجيًا.
ولكن «الحرس القديم» بشكل عام، بما في ذلك بعض رجال وجدة، واصل ممارسة نفوذه بعد وفاة بومدين عام 1978، في عهد خليفته الشاذلي بن جديد. سعى بن جديد عن قصد إلى تهميش هؤلاء الرجال، والاستعاضة عنهم بالموالين له. أصبحت هذه السياسة تعرف باسم إلغاء البومدينية. وبالتالي تميزت أوائل ثمانينيات القرن العشرين بنهاية كل ما تبقى من مجموعة وجدة باعتبارها حركة متماسكة (نوعًا ما) داخل السياسة الجزائرية، بالرغم من استمرار جبهة التحرير الوطني الجزائري «المحافظة» والتي تفضل سياسات بومدين في تحدي الشاذلي من الداخل حتى تم القضاء عليها أخيرًا بعد أعمال الشغب التي وقعت في أكتوبر عام 1988.

### المجموعة في الرئاسة
في عام 1999، قام أحد قُدامى أنصار مجموعة وجدة، وهو وزير الخارجية السابق عبد العزيز بوتفليقة (المولود في

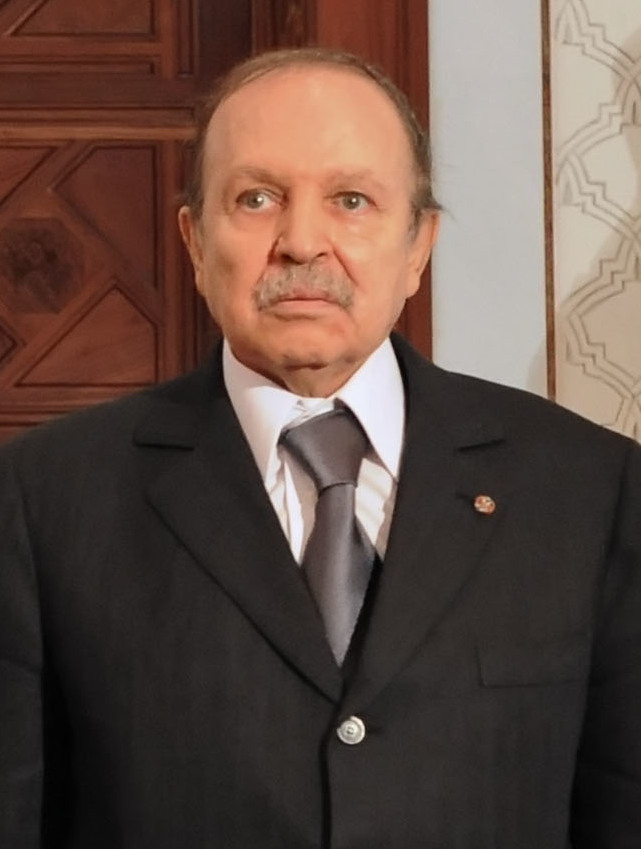
عبد العزيز بوتفليقة

مدينة وجدة)، بعودة غير متوقعة، والفوز في الانتخابات الرئاسية الجزائرية. وكان بوتفليقة قد أدين بتهمة الفساد في عام 1981، بعد وقت قصير من تولي الشاذلي السلطة، وفيما يعتبر أحد أهم خطوات عملية إلغاء البومدينية، وفي عام 1983 ذهب إلى المنفى. أعيد انتخاب بوتفليقة لولاية ثانية في عام 2004، ثم لولاية ثالثة في عام 2009 وكذلك لولاية رابعة في عام 2014.